# Знепилювач відцентровий
Знепилювач відцентровий (рос. обеспыливатель центробежный, англ. centrifugal deduster, нім. zentrifugal Entstauber m) — циліндрично-конічний апарат для видалення пилу (часток до 0,5 мм) з вугілля вологістю не більше 6-7 %.
Вихідне вугілля приводиться до завислого стану відцентровими силами, завдяки яким відбувається осадження крупних частинок. Циркулюючим повітряним потоком від обертання вентиляторного колеса дрібніші частинки направляються до зони пиловиділення, звідки пил вивантажується через конусний збірник. Внаслідок підвищенням вологості вугілля, що видобувається в Україні, відцентровий знепилювач на шахтах і фабриках протягом тривалого часу не застосовуються.
Як збагачувальний апарат відцентровий знепилювач застосовується при збагаченні азбесту, частинки якого значно легші породних і виносяться з апарату у зваженому стані в пиловловлюючі циклони. 
Стара назва З.в. — віндзіхтер.

## Схема і принцип дії

Схема відцентрового знепилювала:
1 — завантажувальна лійка; 2 — диск; 3 — циліндрична ділянка внутрішньої камери;
4 — жалюзі; 5 — конічна ділянка внутрішньої камери; 6 — вентилятор; 7 — вал; 8 — циліндрична ділянка зовнішньої камери; 9 — конічна ділянка зовнішньої камери; 10, 11 — розвантажувальні патрубки.

У відцентровий знепилювач вихідний матеріал надходить через лійку 1 на диск 2, що обертається. Під дією відцентрової сили матеріал скидається з диска до стінок внутрішньої камери 3 і зсипається по жалюзі 4 у внутрішній конус 5. Тут матеріал пронизується висхідним повітряним потоком, що створюється вентилятором 6, змонтованим на валу 7 разом з диском 2. Частинки пилу захоплюються повітряним потоком, надходять на лопатки ротора вентилятора і відкидаються ними до стінок зовнішньої циліндричної камери 8. Пилові частинки рухаються по спіралі вниз у конічну ділянку зовнішньої камери 9 до розвантажувального патрубка 10 і виводяться з апарата. Знепилений продукт зі знепилювача видаляється через конус 5 і патрубок 11. Повітря, що викидається вентилятором у зовнішню камеру, по спіралі опускається вниз, проходить через жалюзі 4, повертається у камеру 3 і направляється крізь шар матеріалу у вентилятор 6. Таким чином, повітря циркулює у знепилювачі і одночасно є ще й пиловловлювачем.

## Ефективність роботи відцентрового знепилювача
Ефективність роботи відцентрового знепилювача залежить від швидкості руху повітряного потоку через внутрішню камеру — з її збільшенням підвищується вилучення пилу у пиловий продукт, але з ним можуть виноситися і крупні частинки. Ефективність роботи знепилювача залежить також і від вологості вихідного продукту: при вологості 5 % — ефективність знепилення становить 70 — 80 % , а при збільшенні вологості — знижується до 25 — 30 %. Крім того, важливою умовою ефективної роботи знепилювача є його повна герметизація від підсмоктувань атмосферного повітря. залежить від швидкості руху повітряного потоку через внутрішню камеру — з її збільшенням підвищується вилучення пилу у пиловий продукт, але з ним можуть виноситися і крупні частинки. Ефективність роботи знепилювача залежить також і від вологості вихідного продукту: при вологості 5 % — ефективність знепилення становить 70 — 80 % , а при збільшенні вологості — знижується до 25 — 30 %. Крім того, важливою умовою ефективної роботи знепилювача є його повна герметизація від підсмоктувань атмосферного повітря.